# Michael Hansen (piłkarz)
Michael Hansen (ur. 22 września 1971 w Nykøbing Falster) – duński piłkarz występujący na pozycji pomocnika, po zakończeniu kariery zawodniczej trener piłkarski.

## Kariera klubowa
Hansen karierę rozpoczynał w zespołach B1921 oraz B1901. W 1989 roku został zawodnikiem Næstved IF. W 1990 roku został graczem Silkeborga. W sezonie 1993/94 zdobył z nim mistrzostwo Danii. W 1996 roku przeszedł do Odense Boldklub, a na początku 1999 roku został piłkarzem holenderskiego NAC Breda. W Eredivisie zadebiutował 6 lutego 1999 w przegranym 0:2 meczu z Fortuną Sittard. W sezonie 1998/99 zajął z Bredą ostatnie, 18. miejsce w Eredivisie i spadł do Eerste divisie. W następnym sezonie jego zespół powrócił do najwyższej ligi holenderskiej. W 2001 roku Hansen wrócił do Danii, gdzie został zawodnikiem Esbjerg fB, z którym wywalczył awans do Superligaen. W 2003 roku przeszedł do FC Midtjylland. W 2006 roku powrócił do Silkeborga, z którego odszedł w następnym roku.
Łącznie w karierze zawodniczej Hansen rozegrał 370 spotkań w Superligaen (187 w Silkeborgu, 72 w Midtjylland, 58 w Odense, 53 w Esbjergu) oraz 15 meczów w Eredivisie.

## Kariera reprezentacyjna
Hansen występował w reprezentacji Danii na szczeblach U-17, U-19 oraz U-21. W 1992 roku został powołany do kadry na igrzyska olimpijskie. Nie rozegrał jednak na tym turnieju ani jednego spotkania.

## Kariera trenerska
Hansen w 2007 roku został grającym asystentem trenera w Skive IK. W tym samym roku został pierwszym trenerem w tym klubie. Pełnił tę funkcję do końca sezonu 2012/13, w którym Skive spadło do 2. division. W 2013 roku został asystentem Ove Pedersena w FC Vestsjælland. Rok później objął funkcję pierwszego trenera tego zespołu. 1 września 2015 roku został zwolniony. W sezonie 2018/19 był szkoleniowcem Silkeborg IF. Wywalczył z tym zespołem awans do Superligaen. W 2020 roku został trenerem FC Fredericia. W sezonie 2024/25 awansował z zespołem do najwyższej ligi duńskiej